# 청사 (영화)
《청사》(중국어: 靑巳, 영어: Green Snake)는 홍콩에서 1993년 개봉한 무협영화이다. 제작 및 감독, 각본은 서극이며, 주연은 오흥국, 왕조현, 장만옥, 조문탁이다.

## 내용
이 영화는 중국의 전설 중 하나인 백사전을 원작으로한 영화이다.

## 출연
- 소청　 역 : 장만옥
- 백소정 역 : 왕조현
- 법해　 역 : 조문탁
- 허선　 역 : 오흥국

## 한국판 성우진

### KBS (1997년 1월 1일)
- 강희선 - 백소정(왕조현)
- 이현선 - 소청(장만옥)
- 홍성헌 - 법사(조문탁)
- 이재용 - 허생(오흥국)
- 김현직 - 거미 노인(전풍)
- 김태연 - 퇴마사(유강)
- 노민 - 스님(유순)
- 김태웅 - 노를 젓는 남자(역천웅)
- 서광재 - 남자(황덕인)
- 한택심 - 노인(마정무)

황지온 ㅡ 인도 벨리댄서

### MBC (2007년 5월 18일)
- 박소라 - 소청(장만옥)
- 박선영 - 백소정(왕조현)
- 표영재 - 법사(조문탁)
- 최한 - 허생(오흥국)
- 김태훈
- 방성준
- 이원찬
- 문남숙
- 양준건
- 한경화
- 류승곤
- 김두희

## 미디어

### 예고편
- 《청사 예고편》

### 배경 음악
1. 류광비무
2. 인생여차
3. 인간마역
4. 강요
5. 막호낙가
6. 심마
7. 심여명경
8. 사정
9. 치수
10. 초우
11. 류수부등
12. 막호낙가(월어)
13. 류수세군인탕
14. 신정
15. 류광비무(월어)
16. 심부
17. 수만금산
18. 두법
19. 차한면면
20. 인생여차(월어)

## 같이 보기
- 백사전